# Pożarki (Ukraina)
Pożarki (ukr. Пожарки, Pożarky) – wieś na Ukrainie, w obwodzie wołyńskim, w rejonie łuckim, w hromadzie Rożyszcze, nad Lutycą. W 2001 roku liczyła 709 mieszkańców.
W miejscowości znajduje się drewniana cerkiew św. Stefana z drugiej połowy XVIII wieku. 